# ケビン・ベジスティック
- ケビン・ベジスティック
- ケビン・ハイステク

ケビン・ベジスティック（Kevin Heijstek　1988年4月19日 - ）は、オランダ王国南ホラント州ドルトレヒト出身の野球選手（投手）。右投右打。現在は、オランダ国内リーグであるホーフトクラッセのL&Dアムステルダム・パイレーツに所属している。

## 経歴
2004年に、オランダのジュニア最優秀投手に選ばれ。

### ネプテューヌス時代
2005年5月21日にホーフトクラッセのDOORネプテューヌスでデビューした。
2008年には7勝1敗、防御率1.48の好成績を記録。また、18歳以下限定のAAA世界野球選手権大会のオランダ代表に選出された。
2009年に、レオン・ボイドがマイナーリーグに移籍したため、チームの中心投手となる。また、年齢制限のないワールドポート・トーナメントでオランダ代表デビューを果たす。

### パイレーツ時代
2013年に、L&Dアムステルダム・パイレーツに移籍した。2013年には第3回ワールド・ベースボール・クラシック(WBC)のオランダ代表に選出された。
2014年9月2日に第1回フランス国際野球大会のオランダ代表に選出された。同大会でオランダ代表は初代優勝国となった。
フランス国際大会終了後の12日に、今度は第33回ヨーロッパ野球選手権大会のオランダ代表に選出された。同大会ではオランダ代表が大会の記録である自国の20回の優勝を塗り替える3大会振り21度目の優勝を果たした。
2015年2月17日に「GLOBAL BASEBALL MATCH 2015 侍ジャパン 対 欧州代表」の欧州代表に選出された。ただ、登板していない。
4月13日に第15回ワールドポート・トーナメントと第1回WBSCプレミア12のオランダ代表候補選手に選出されたことが発表された。6月30日に第15回ワールドポート・トーナメントのオランダ代表に選出された。
オフの10月12日に第1回WBSCプレミア12のオランダ代表候補選手36名に選出され、10月20日に第1回WBSCプレミア12のオランダ代表選手28名に選出された。
2017年開幕前の2月7日に同年のアメリカ遠征のオランダ代表に選出された。2月9日に第4回WBCのオランダ代表に指名投手枠で選出された。オフの10月13日にイタリア代表との親善試合である「ヨーロピアン・ベースボール・シリーズ」のオランダ代表に選出された。

## 詳細情報

### 代表歴
- 2006年AAA世界野球選手権大会オランダ代表
- 2009 ワールドポート・トーナメント オランダ代表
- 2013 ワールド・ベースボール・クラシック・オランダ代表
- 2014年フランス国際野球大会オランダ代表
- 2014年ヨーロッパ野球選手権大会オランダ代表
- 2015 ワールドポート・トーナメント オランダ代表
- 2015 WBSCプレミア12 オランダ代表